# Gary Vidal
Pour les articles homonymes, voir Vidal.
Gary Vidal, né en 1964 ou 1965 à Meadow Lake en Saskatchewan, est un comptable professionnel agréé et homme politique canadien. Il a représenté la circonscription de Desnethé—Missinippi—Rivière Churchill à la Chambre des communes du Canada de 2019 à 2025 sous la bannière du Parti conservateur du Canada. Il est maire de Meadow Lake entre 2011 et 2019.